# Henry Varnum Poor (peintre)
Pour les articles homonymes, voir Poor.
Henry Varnum Poor né le 30 septembre 1888 à Chapman (Kansas) et mort le 8 décembre 1970 à New City (New York) est un peintre, illustrateur et muraliste américain, ainsi qu’enseignant et céramiste autodidacte.
En tant que peintre, il se concentre sur des œuvres figuratives, des paysages et des natures mortes. Il crée en outre des dessins architecturaux.

## Biographie
Après  des études en économie et en art Henry Varnum Poor obtient son diplôme de l'université Stanford, il poursuit sa formation artistique en 1910-1911 à la Slade School of Art de Londres et à l’Académie Julian de Paris. Il revient enseigner à Stanford, mais compte bientôt parmi les fondateurs de la California School of Fine Arts, aujourd’hui San Francisco Art Institute . Plus tard, il participera également  à la création de l'école de peinture et de sculpture de Skowhegan (Maine) en 1946.
Après son service militaire pendant la Première Guerre mondiale, il s'installe à New City, dans la vallée de l'Hudson et construit personnellement, dans les années 1920, une maison selon ses propres plans. Cette maison en pierre intègre de nombreux détails faits à la main, notamment des pièces de céramique. Autodidacte en matière de poterie, Poor applique souvent des ornements peints sur ses pièces. Il conçoit également des résidences pour plusieurs de ses amis.
Les premières peintures de Poor montrent une dette envers  Cézanne, mais dans les années 1920, il commence à travailler de manière plus expressionniste. Avec le temps, sa peinture devient plus réaliste, bien que la structure et les motifs sous-jacents suggèrent son intérêt continu pour le modernisme. 
Après les peintures murales qu'il réalise dans les années 1930 pour les départements de la Justice (1936) et de l'Intérieur (1938) à Washington, il est nommé commissaire des Beaux-Arts, un groupe qui supervise la décoration des bâtiments fédéraux de Washington en 1940 et en 1943, il est nommé au comité consultatif des arts du ministère de la Guerre. 
Pendant la Seconde Guerre mondiale, il dirige l'unité artistique de l'armée américaine en Alaska, où il dépeint le paysage et les esquimaux qui y résident. 
Cette expérience sert de base à son ouvrage illustré, An Artist Sees Alaska  publié en 1945. En 1952, après un séjour à l'Académie américaine de Rome, il est nommé professeur à l'université Columbia, et  en 1958, il publie également un ouvrage sur la poterie ;  A Book of Pottery: From Mud into Immortality. 
Henry Varnum Poor s'éteint à New City en 1970.

Fresque de 1936 Département de la Justice des États-Unis, crédit Carol M. Highsmith.
Fresque de 1936 Département de la Justice des États-Unis, crédit Carol M. Highsmith.
Fresque de 1936 Département de la Justice des États-Unis, crédit Carol M. Highsmith.

## Crow house
La maison d’Henry Varnum Poor, Crow House, qu'il avait construite lui-même, et dans laquelle, il avait vécu et travaillé est inscrite au Registre national des lieux historiques en décembre 2007. À peu près à la même époque la ville de Ramapo en fait l’acquisition avec le soutien financier de l'État de New York, dans l'intention d’en faire un musée et un lieu d’accueil pour artistes en résidence.
Cependant le projet rencontre des difficultés d'ordre économique d'une part et d'autre part avec les héritiers qui dispersent le contenu de la maison, sans oublier les pillages. Le projet n’avançant pas, une fondation est créée afin de restaurer et sauver la maison avant qu’il ne soit trop tard.

## Publications
- (en) An artist sees Alaska, New York, Viking Press, 1945 (OCLC 1488392).
- (en) A book of pottery; from mud into immortality, Englewood Cliffs, N.J., Prentice-Hall, 1958 (OCLC 420716).